# Llengües corachol
Les llengües corachol són una divisió convencionalment acceptada de la branca meridional de la família lingüística uto-asteca formada actualment pel cora i el huichol; no obstant això en l'antiguitat l'idioma guachichil també formava part d'aquesta subfamília lingüística.

## Classificació
Les llengües corachol semblen a la divisió meridional de les llengües utoasteques. Dins d'aquesta divisió semblen mostrar un parentiu més proper amb el grup astecoide o llengües nàhua, que al grup taracahita o al grup tepiman.

## Comparació lèxica
Els numerals comparats pel cora i huichol són:
| GLOSA | Cora (El Nayar) | Cora (Santa Teresa) | Huichol   | PROTO- CORACHOL |
| ----- | --------------- | ------------------- | --------- | --------------- |
| '1'   | seãtã           | saã                 | ʂewí      | *semi           |
| '2'   | wáʔapʷa         | wáʔpʷa              | hūta      | *wō-            |
| '3'   | wáika           | weíka               | haika     | *waika          |
| '4'   | mʷákʷa          | mʷákʷa              | nauka     | *na-woka        |
| '5'   | anšãvi          | anšåvi              | ʔauʂɯ́wi   | *ansami         |
| '6'   | aráysevi        | aráysevi            | ʔataʂewí  | *ata-semi       |
| '7'   | aráwaʔapʷa      | aráʷaʔpʷa           | ʔatahūta  | *ata-wō-        |
| '8'   | aráwaika        | aráweika            | ʔatahaika | *ata-waika      |
| '9'   | arámʷakʷa       | arámʷakʷ            | ʔatanauka | *ata-na-woka    |
| '10'  | tamʷáamʷataʔa   | tamʷámʷata          | tamáamáta | *tamaamata      |
La següent llista lèxica compara el cora, el huichol i el nàhuatl clàssic:
| GLOSSA       | Cora     | Huichol | Nàhuatl      |
| ------------ | -------- | ------- | ------------ |
| 'gran'       | véʔe     |         | wēy          |
| 'llarg'      | tiʔih    | tivit   | tepēλ        |
| 'persona'    | tyaataʔa |         | λāka-        |
| 'mà'         | mwáh     | -mama   | mā-          |
| 'ull'        | híʔi     | hiʂi    | iš(teloloh-) |
| 'os'         | karíh    | ʔūme    | omiλ         |
| 'excremento' | čwita    | kwita   | kwiλa-       |
| 'arbre'      | kiyéh    | kiye    | kwaiλ        |
| 'fulla'      | šamwa    | ʂama    | šiwiλ        |
| 'gos'        | ciʔi     | ciki    | čiči-        |
| 'coiot'      | wáaveʔe  | yawi    | koyoλ        |
| 'cérvol'     | mwašáh   | maʂa    | masaλ        |
| 'serp'       | kúʔu-    |         | koaλ         |
| 'aigua'      | háa      | ha      | ā-           |
| 'piedra'     | tye-     | te      | teλ          |
| 'casa'       | čiʔi     | ki      | cal-         |
| 'cançó'      | čwīka    | kwika-  | kwīkaλ       |
| 'menjar'     | kwaʔa    | kwai-ya | (λa)kwa-     |
| ARTICLE      | i        |         | in           |
Hom pot apreciar que el cora presenta algunes palatalitzacions de velars i labiovelars davant /i/: *kwīka- > čwīka 'excrement' y *ki- > čiʔi 'casa'. Endemés d'alguns debilitaments consonàntics entre vocals.